# Melocosa
Melocosa is een geslacht van spinnen uit de familie wolfspinnen (Lycosidae).

## Soorten
De volgende soorten zijn bij het geslacht ingedeeld:
- Melocosa fumosa (Emerton, 1894)
- Melocosa gertschi Mello-Leitão, 1947